# Парламент Южной Австралии
Парламент Южной Австралии в Доме парламента в Аделаиде — двухпалатный законодательный орган австралийского штата Южная Австралия. Он состоит из Палаты собраний на 47 мест (нижняя палата) и Законодательного совета на 22 места (верхняя палата). На каждых выборах заполняется вся нижняя палата и половина верхней палаты. Это соответствует вестминстерской системе парламентского правления с исполнительной властью, которая должна заседать в парламенте и пользоваться доверием Палаты собрания.
Королева представлена в штате губернатором Южной Австралии. Согласно Конституции Южной Австралии, в отличие от Федерального парламента и парламентов других штатов Австралии, ни монарх, ни губернатор не считаются частью парламента Южной Австралии. Однако им предоставлены те же роль и полномочия.

## История

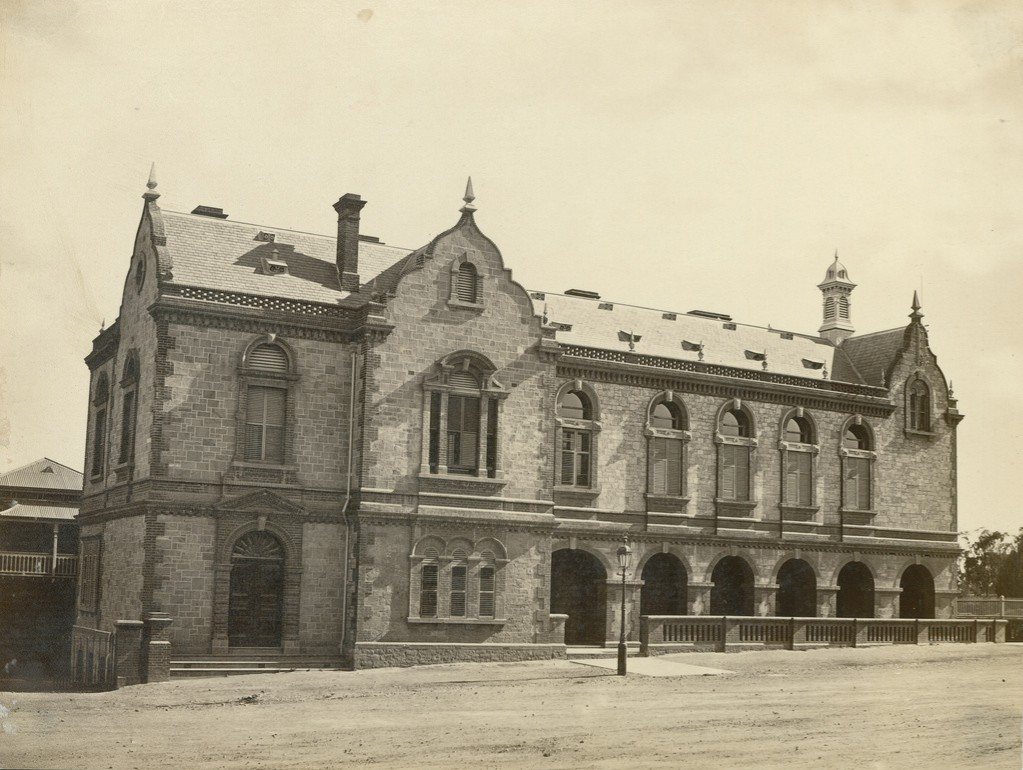
Старый дом парламента в 1872 году

Законодательный совет был первым парламентом в Южной Австралии, сформированным в результате Закона о Южной Австралии 1842 года, и заменил Комиссию по колонизации Южной Австралии, назначенную в 1834 году на основании Закона о Южной Австралии 1834 года. Закон 1842 года предоставил британскому правительству, которое отвечало за назначение губернатора и по крайней мере семи других должностных лиц в совет, полный контроль над Южной Австралией как королевской колонией после того, как плохое финансовое управление первой администрации чуть не обанкротило колонию. Закон также предусматривал комиссию по инициированию создания демократического правительства, избирательные округа, требования к избирательным правам и срокам полномочий.
Закон о правительстве австралийских колоний 1850 года стал знаковым событием, предоставившим представительные конституции Новому Южному Уэльсу, Виктории, Южной Австралии и Тасмании, а колонии с энтузиазмом приступили к написанию конституций, которые создали демократически прогрессивные парламенты с британским монархом в качестве символического главы государства. В 1851 году состоялись выборы в Законодательный совет.

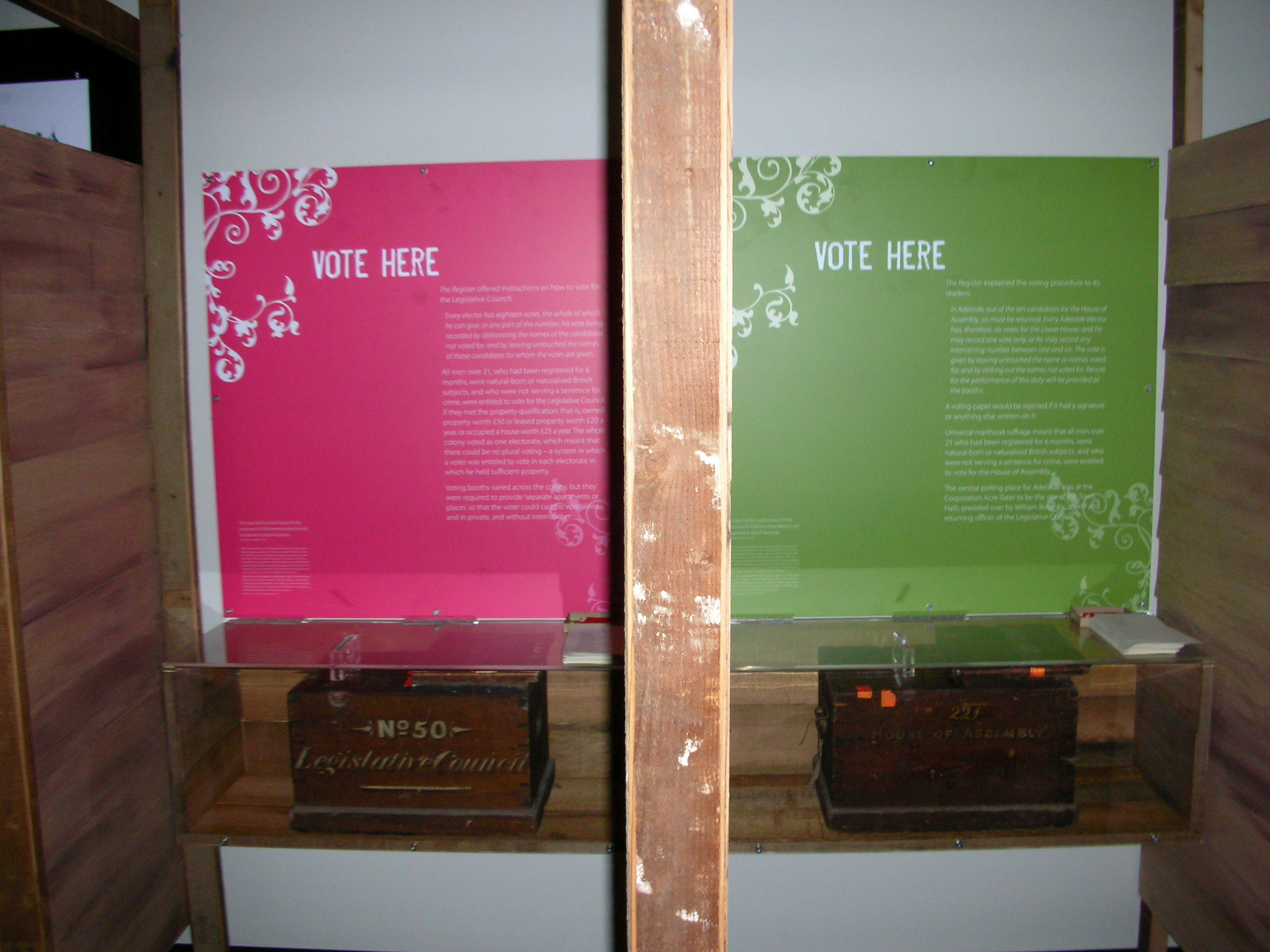
Воссозданные кабины нижней и верхней палаты, история и процедуры голосования

В 1855 году Лондон предоставил ограниченное самоуправление Новому Южному Уэльсу, Виктории, Южной Австралии и Тасмании. В Законе о Конституции 1856 года Южной Австралии (озаглавленном «1855–6: No. 2» с последующим длинным заголовком «Закон об учреждении Конституции Южной Австралии и предоставлении Гражданского списка Её Величеству») было прописано создание парламента провинции Южная Австралия. Это была первая конституция в австралийских колониях, предусматривавшая избирательное право «мужскому населению».

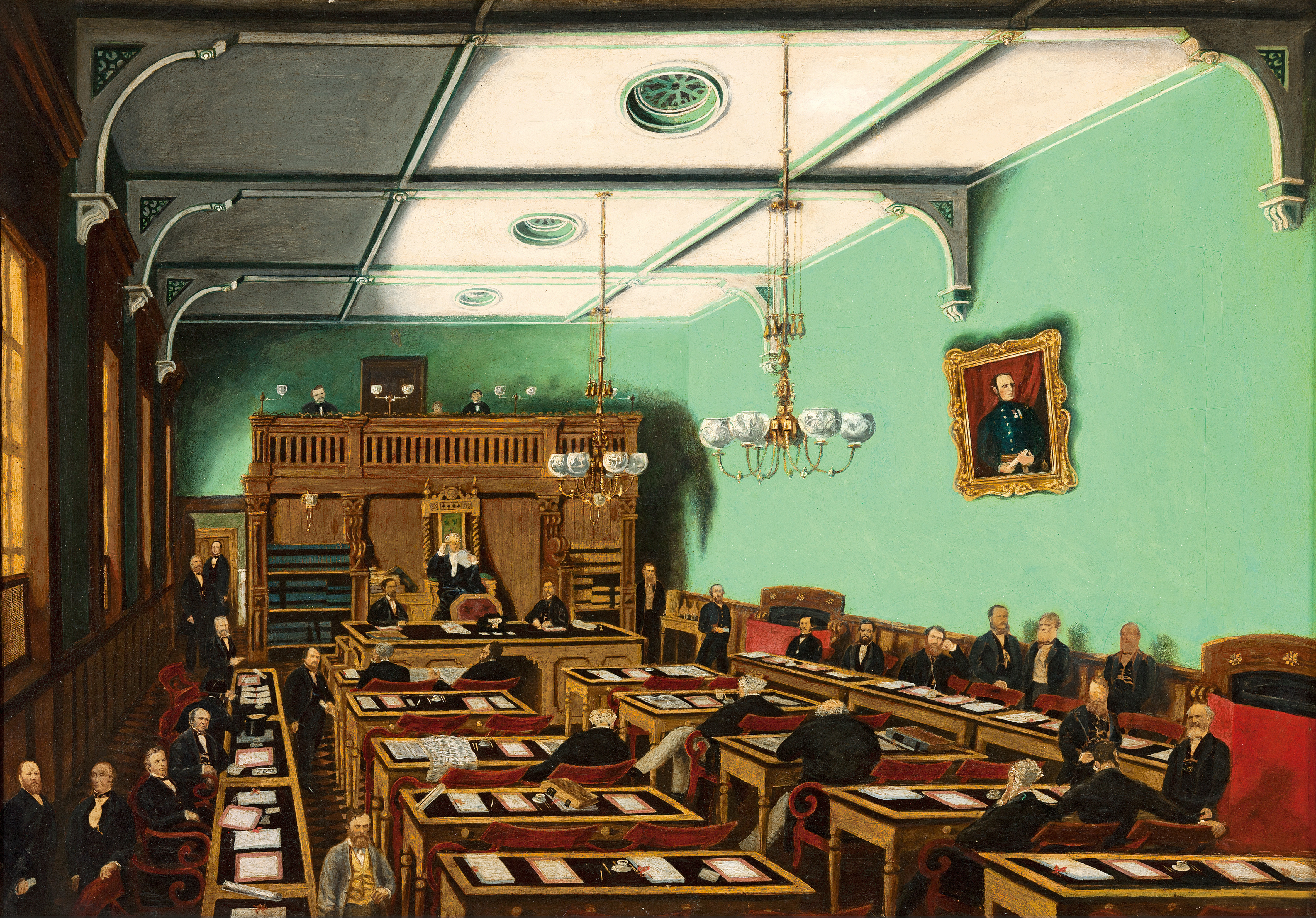
Изображение заседания Дома собраний в Старом Доме парламента в 1867 году.

Этот закон предусматривал двухпалатный парламент с полными полномочиями принимать законы, за исключением нескольких законов, требующих личного королевского согласия монарха. Законодательный совет избирался только владельцами собственности, в то время как Палата собрания, состоящая из 36 членов, была избрана полной мужской группой. Закон также предусматривает систему ответственного правительства, при которой члены исполнительной власти должны заседать в парламенте и по соглашению могут оставаться на своём посту только в том случае, если они пользуются доверием большинства членов Палаты собраний.
Принятие принципа «один человек — один голос» лишило избирателей права голосовать в любом электорате, в котором они владели собственностью. В законе также определены правила пребывания в должности парламентариев. 
Женщины получили право голосовать и баллотироваться на выборах в 1895 году, что вступило в силу на выборах 1896 года.
Южная Австралия стала штатом Австралийского Содружества в 1901 году после голосования по объединению с другими британскими колониями Австралии.

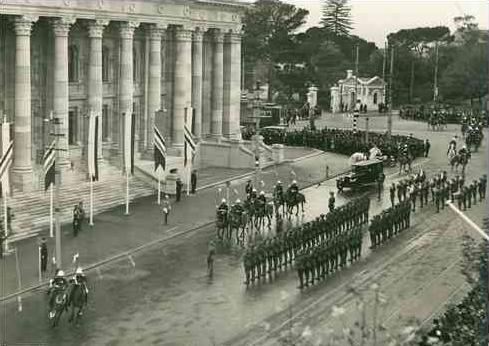
Открытие нового завершённого Дома парламента в 1939 году

С 1857 по 1933 год Палата собраний избиралась из многомандатных округов, широко известных как «места», причём от каждого округа избиралось от одного до шести членов. Размер Ассамблеи менялся в течение этого времени — 36 членов с 1857 по 1875 год, 46 членов с 1875 по 1884 год, 52 члена с 1884 по 1890 год, 54 члена с 1890 по 1902 год, 42 члена с 1902 по 1912 год, 40 членов с 1912 по 1915 год, и 46 членов с 1915 по 1938 годы. В 1938 году Ассамблея была сокращена до 39 членов, избираемых по одномандатным округам.
После выборов 1970 года Палата собраний насчитывала 47 членов, избранных от одномандатных округов: в настоящее время 34 в столичном районе Аделаиды и 13 в сельской местности. Эти места предназначены для представления примерно одного и того же населения в каждом электорате.
Ещё одним отличительным аспектом истории Парламента Южной Австралии был «Плеймэндер», система подтасовки, которая привела к несоразмерному распределению голосов в пользу сельских районов, введённая действующим правительством Лиги либералов и сельчан, и действовала 32 года с 1936 по 1968 год. Парламент состоял из 26 мест с низким уровнем населения в сельской местности, обладающих преимуществом 10:1 по сравнению с 13 местами с высоким уровнем населения в столичных городах в парламенте штата, хотя сельские места составляли лишь треть населения Южной Австралии. На пике диспропорции в 1968 году место от сельского населённого пункта Фром имело 4500 официальных голосов, в то время как место от крупного города Энфилда имело 42000 официальных голосов.
Лейбористской партии удалось выиграть достаточно мест в парламенте, чтобы сформировать правительство только однажды во время Playmander, несмотря ни на что — в 1965 году. Лейбористы получили подавляющее большинство голосов в двухпартийном голосовании по всему штату, не сумев сформировать правительство в 1944, 1953, 1962 и в 1968 годах годах.
Впоследствии после выборов 1968, 1975 и 1989 годов были установлены более справедливые границы.
Число членов Законодательного совета также менялось со временем. С момента создания до 1882 года в нём было 18 членов, избираемых одним округом, охватывающим всю колонию. С тех пор до 1902 года в нём было 24 члена; до 1915 года 18 человек; и до 1975 года 20 человек. Избирательные округа были отобраны в пользу региональных округов со смещением 2:1, при этом каждый раз избиралась половина совета. С 1975 года совет был увеличен до 22 членов, половина (11) избиралась на каждых выборах всем штатом.
Хотя нижняя палата имела всеобщее избирательное право с 1895 года, верхняя палата, Законодательный совет, оставалась исключительной прерогативой владельцев собственности до тех пор, пока лейбористскому правительству Дона Данстена не удалось добиться реформы палаты в 1973 году. Имущественный ценз был снят, и Совет стал органом, избираемым на основе пропорционального представительства единым электоратом в масштабе штата. После следующих выборов в штате Южная Австралия в 1975 году ни одна партия не контролировала верхнюю палату штата, а баланс сил контролировался множеством второстепенных и независимых партий.
Выборы проводились каждые 3 года до 1985 года, когда парламент перешёл на 4-летний срок, то есть 8-летний срок полномочий верхней палаты. Начиная с 2006 года, даты выборов устанавливаются на третью субботу марта каждого четвёртого года.

## Палата собраний

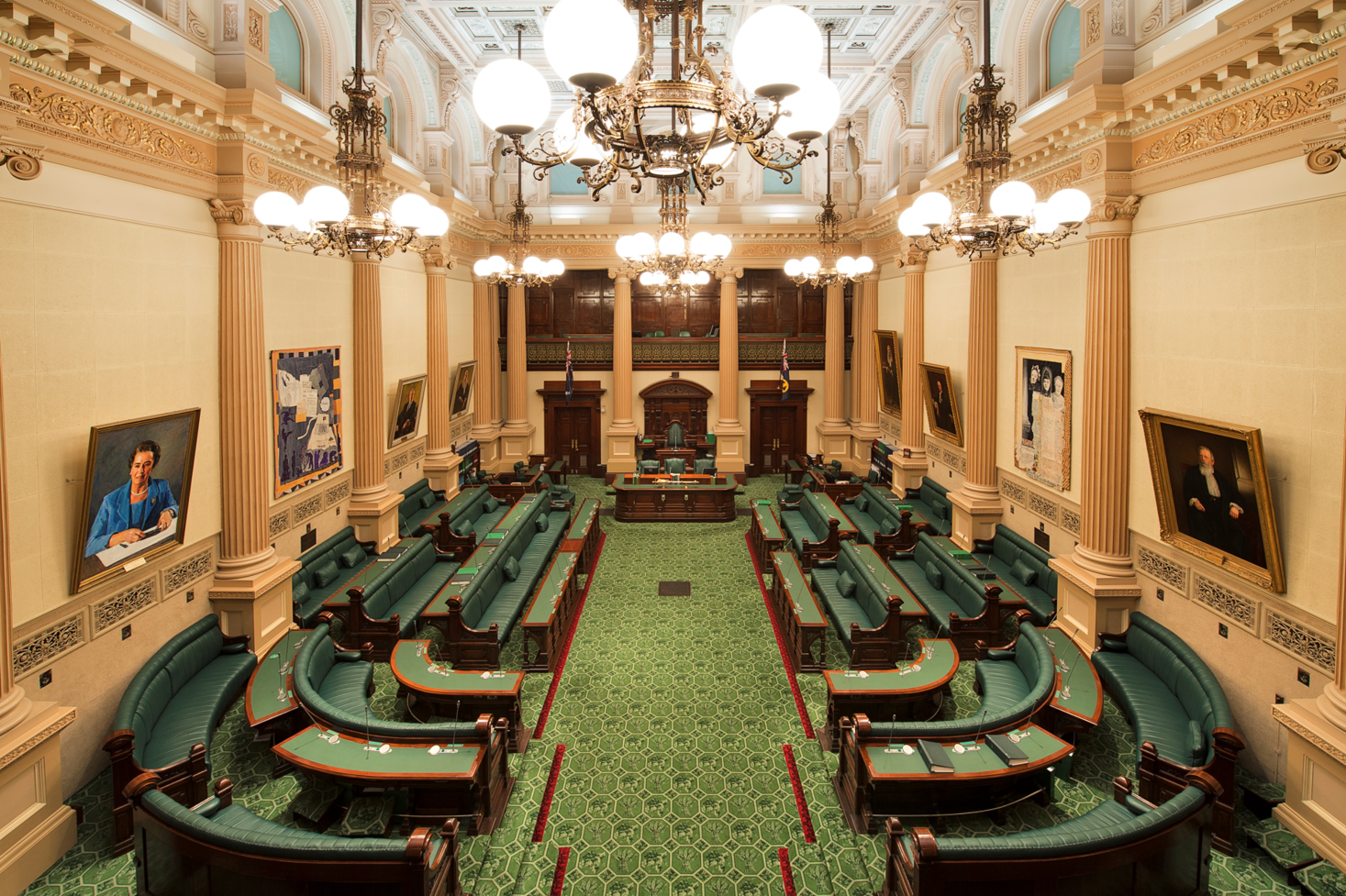
Палата собраний

Палата собраний (или «нижняя палата») состоит из 47 членов, каждый из которых избирается по системе рейтингового голосования с полным предпочтением в одномандатных округах. В каждом из 47 избирательных округов примерно одинаковое количество избирателей. Случайные вакансии, когда член уходит в отставку или умирает в середине срока, заполняются дополнительными выборами в округе этого члена. 
С 1975 года распределение избирательных границ устанавливается независимым органом — Комиссией по границам избирательных округов Южной Австралии. После референдума 1991 года границы перераспределялись после каждых выборов. Раньше они перераспределялись после каждых третьих выборов.
Правительство формируется в Палате собрания лидером партии или коалиции, который может продемонстрировать, что пользуется поддержкой большинства в Палате, и призывается губернатором для формирования правительства. Лидер правительства становится премьер-министром.
В то время как общая численность населения Южной Австралии составляет 1,7 миллиона человек, население Аделаиды составляет 1,3 миллиона — уникальность ситуации в том, что более 75 процентов населения штата проживает в столичном районе и имеет 72 процента мест (34 из 47) наряду с отсутствием сравнительно крупных сельских населенных пунктов, поэтому результаты выборов обычно решает столичный регион. Например, на выборах 2014 года, хотя двухпартийное голосование по всему штату (2PP) составило 47,0% лейбористов против 53,0% либералов, в столичном регионе 2PP составили 51,5% лейбористов против 48,5% либералов.
Срок полномочий Палаты собраний составляет 4 года, но Конституция штата позволяет губернатору досрочно распустить Палату и при определённых обстоятельствах назначить новые всеобщие выборы. К ним относятся: если палата вынесет вотум недоверия правительству, отклонит вотум доверия правительству, или если законопроект, который был определён палатой как «законопроект особой важности», принят Палатой собрания, но отклонён Законодательным советом. Палата собрания также может быть распущена досрочно вместе с Законодательным советом в полном составе в случае так называемого двойного роспуска для разрешения тупиковых ситуаций между двумя палатами. Обстоятельства такого двойного роспуска описаны ниже.

## Законодательный совет

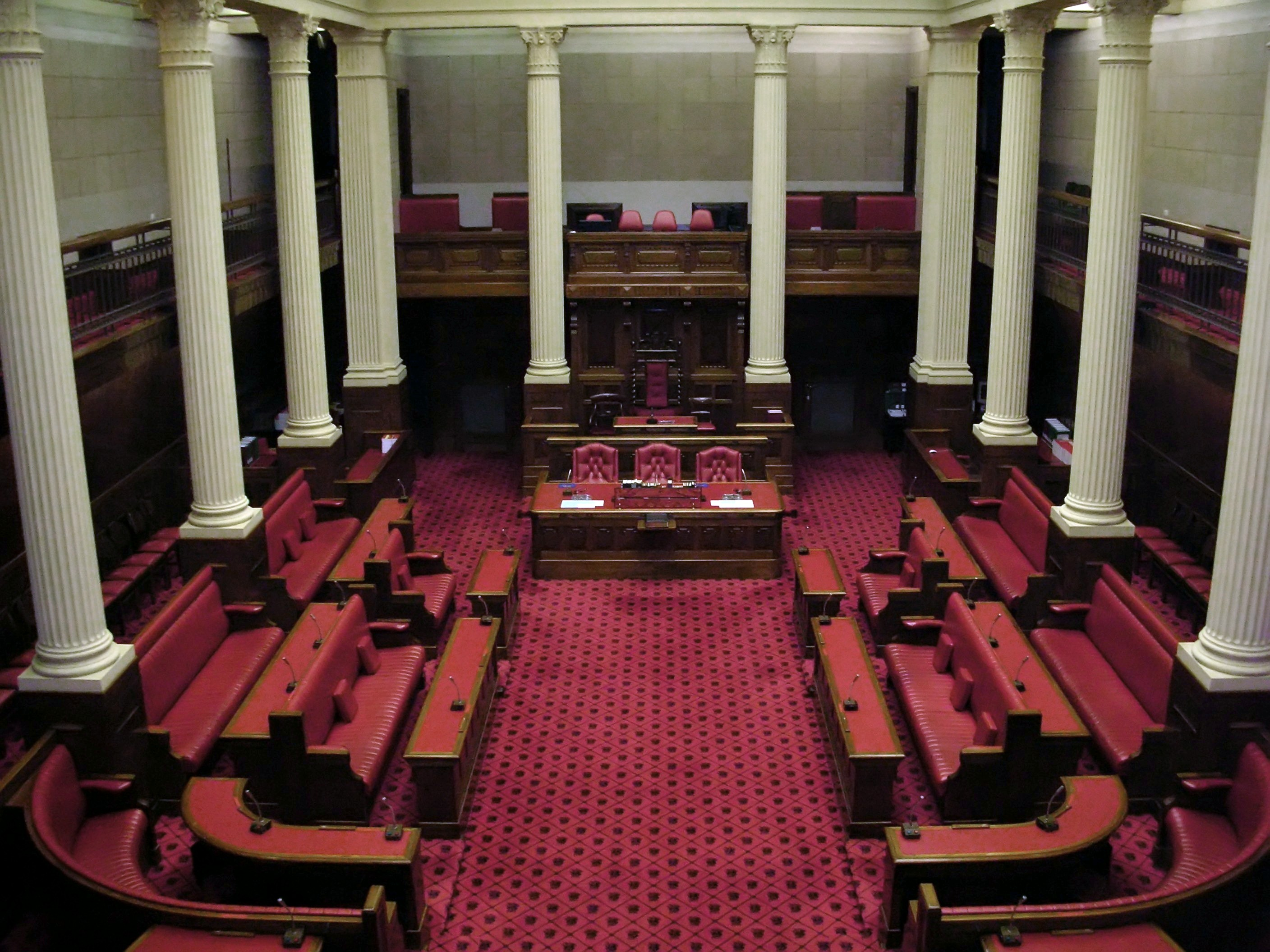
Зал Законодательного совета

Законодательный совет (или «верхняя палата») состоит из 22 советников (MLC), которые избираются от всего штата по системе единого передаваемого голоса пропорционального представительства (с дополнительным преимущественным голосованием) на срок, который обычно составляет 8 лет. Выборы в Законодательный совет проходят поэтапно, так что 11 мест могут быть переизбраны каждые 4 года одновременно с выборами в Палату собрания. В случае досрочного роспуска Палаты собраний члены Законодательного совета могут занимать более короткий или более длительный срок, чем обычные 8 лет. Если половина палаты прослужила не менее 6 лет на момент роспуска, то они выставляются на выборы, но если все члены Законодательного совета прослужили менее 6 лет, на выборы выходит только Палата собраний.
В случае возникновения случайной вакансии члены Законодательного совета заполняются собранием членов обеих палат парламента. Если член, место которого стало вакантным, был избран членом политической партии, собрание должно, по возможности, заменить его назначенным членом этой партии.
Законодательный совет имеет почти равные полномочия с Палатой собраний. Единственное отличие состоит в том, что верхняя палата не имеет возможности инициировать или вносить поправки в законопроекты, которые касаются денег или взимания налогов. Совет всё ещё может запросить поправки к этим законопроектам и оставляет за собой право отклонить денежные счета, с которыми он не согласен.
Основная функция Законодательного совета — анализировать законы, принятые Палатой собраний. Это может вызвать напряжённость в отношениях между правительством и Законодательным советом, что может быть рассмотрено первым как обструкционизм, если Совет отклоняет ключевые законы, а это может случиться в тех случаях, когда электоральный состав двух палат различается. Ещё одна важная функция верхней палаты — тщательная проверка деятельности правительства, которая осуществляется как внутри палаты, так и через комитеты. Поскольку депутаты Законодательного совета избираются на основе пропорционального представительства с середины 1970-х годов, в палате представлено множество партий, борющихся за власть. Правительственное или оппозиционное большинство в верхней палате было недостижимо с момента введения этой системы, когда баланс сил удерживался рядом мелких партий и независимых кандидатов.

## Разрешение тупиковых ситуаций между палатами
В случае возникновения конфликта между двумя палатами по поводу законодательства Конституция Южной Австралии устанавливает механизм разрешения этих тупиковых ситуаций. Согласно разделу 41 Конституции Южной Австралии, если законопроект принят Палатой собрания во время сессии парламента и в следующем парламенте после всеобщих выборов в нижнюю палату отклонён Законодательным советом в обоих случаях, то разрешено губернатору Южной Австралии либо издать приказ об избрании 2 дополнительных членов Законодательного совета, либо распустить обе палаты одновременно для избрания совершенно нового парламента. Эта процедура известна как двойная диссолюция. Поскольку верхняя палата состоит из 22 членов, из которых 11 избираются всем штатом на каждых всеобщих выборах на 8-летний срок с квотой 8,33%, это приведёт к выборам для всех 22 членов с квотой 4,35%. В случае проведения выборов с двойным роспуском 11 депутатов Законодательного совета, которые не смогли бы получить свои места на обычных выборах, переизбираются на первых всеобщих выборах, проработав всего 3 года вместо обычных 6 лет.
Несмотря на угрозы, эта процедура двойного роспуска в Южной Австралии никогда не применялась.

## Расположение

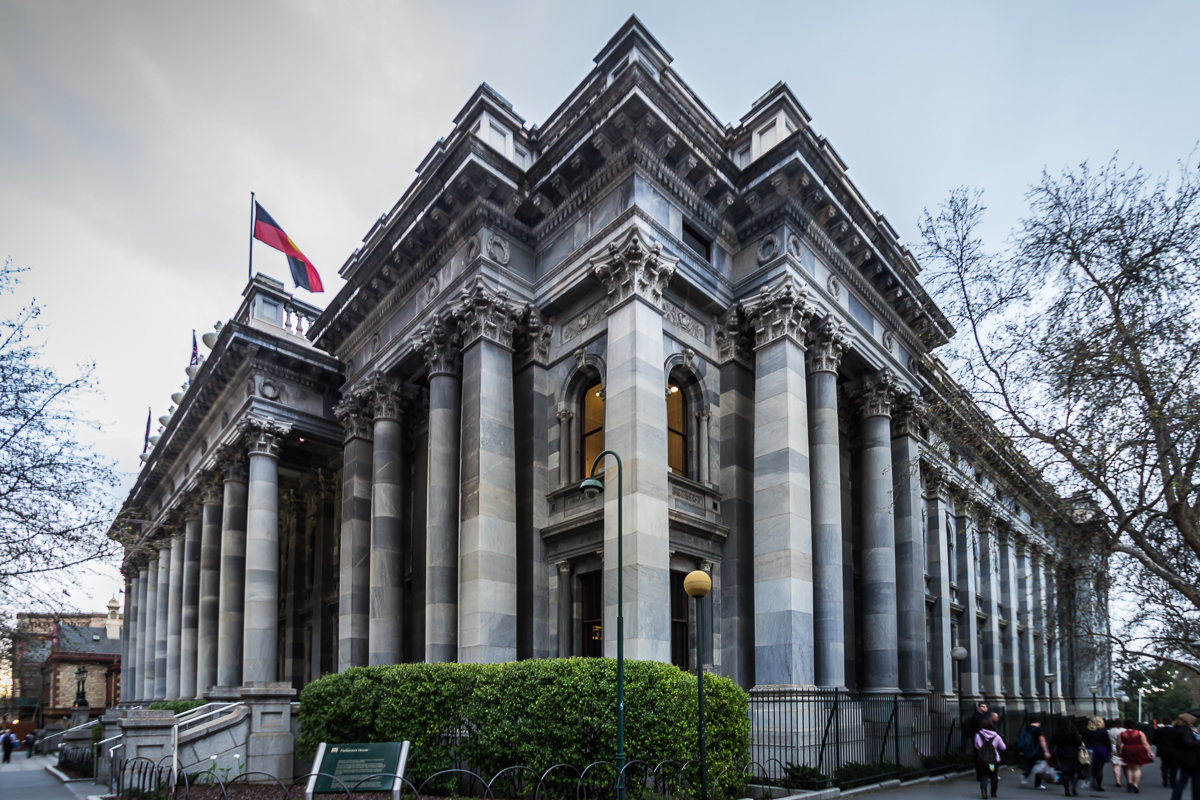
Дом Парламента

Резиденция парламента Южной Австралии — здание парламента в столице штата Аделаиде. Дом парламента находится на северо-западном углу пересечения улиц Кинг-Уильям и Северной террасы. Он был построен, чтобы заменить соседний и переполненный Дом Парламента, который теперь называют «Старым Домом Парламента». Из-за финансовых ограничений нынешнее здание Парламента строилось поэтапно в течение 65 лет с 1874 по 1939 год.
После завершения строительства нового Дома парламента в 1939 году Старый дом парламента использовался для выполнения различных функций, в том числе как рекрутинговый офис Королевских ВВС Австралии, офисы правительственных ведомств и «Конституционный музей». В 1995 году здание снова использовалось парламентом и с тех пор использовалось как офисы и помещения для комитетов.